# 湘鄂情

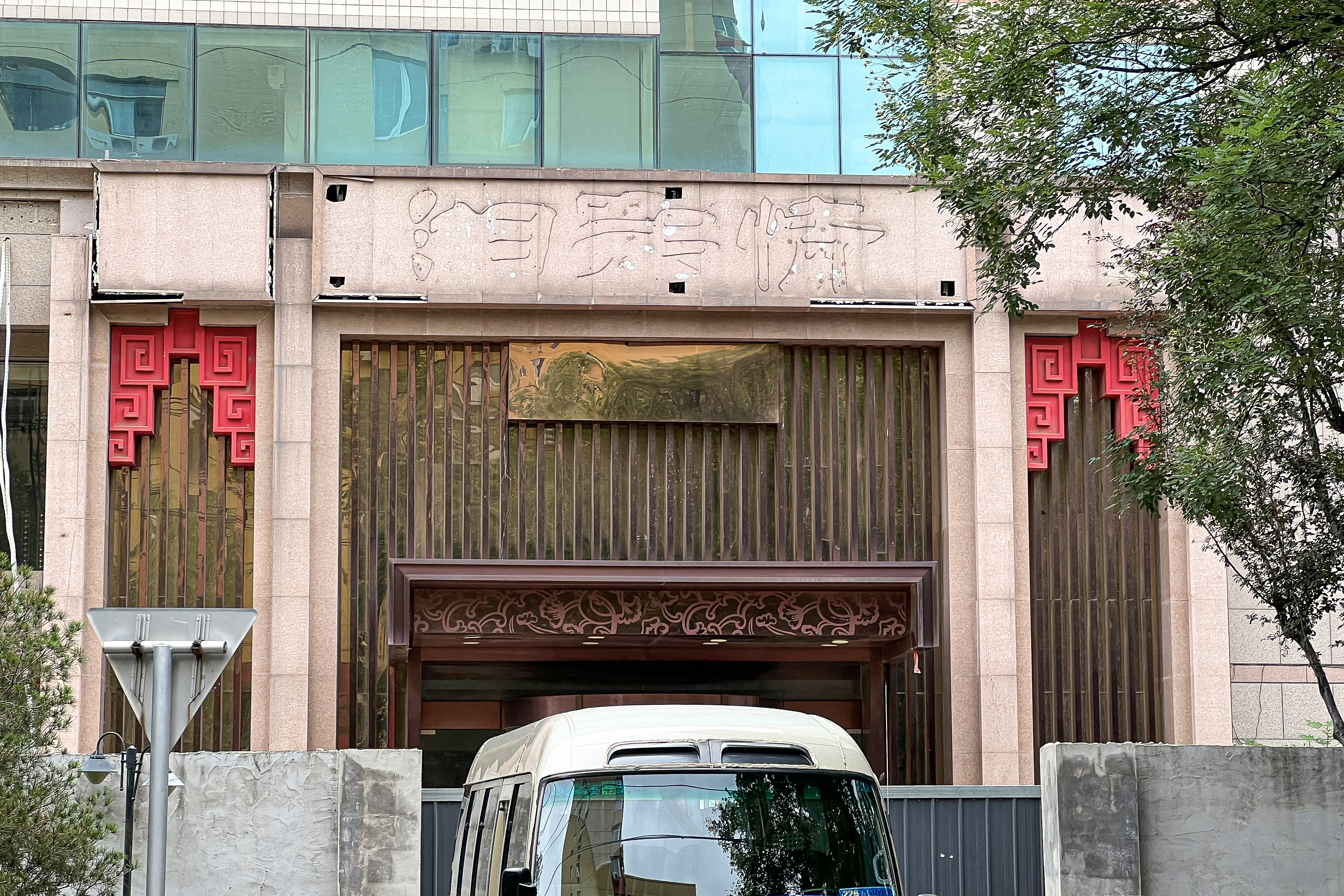
2014年被转让的湘鄂情北京志新桥店旧址（摄于2022年8月）

北京湘鄂情股份有限公司（深交所：002306），在1994年創立，公司前身是「湘湘菜馆」，其後搬遷至總部北京，1999年成立北京湘鄂情酒楼有限公司，2007年上市，開始成為股份制公司。
而餐飲品牌則有“湘鄂情”、“湘鄂春”“湘鄂情·源”等中菜名店。而地區則有北京、上海、长沙、深圳、成都、武汉、株洲、太原、南京、西安、呼和浩特、郑州等餐飲地區。
在2009年11月11日，於深圳證券交易所中小板上市，也是首家民營餐飲企業上市。

## 经营特色
粤、湘、鄂、及各地特色菜。主要菜系是湘菜(湖南菜)、鄂菜(湖北菜)。

## 去餐饮化

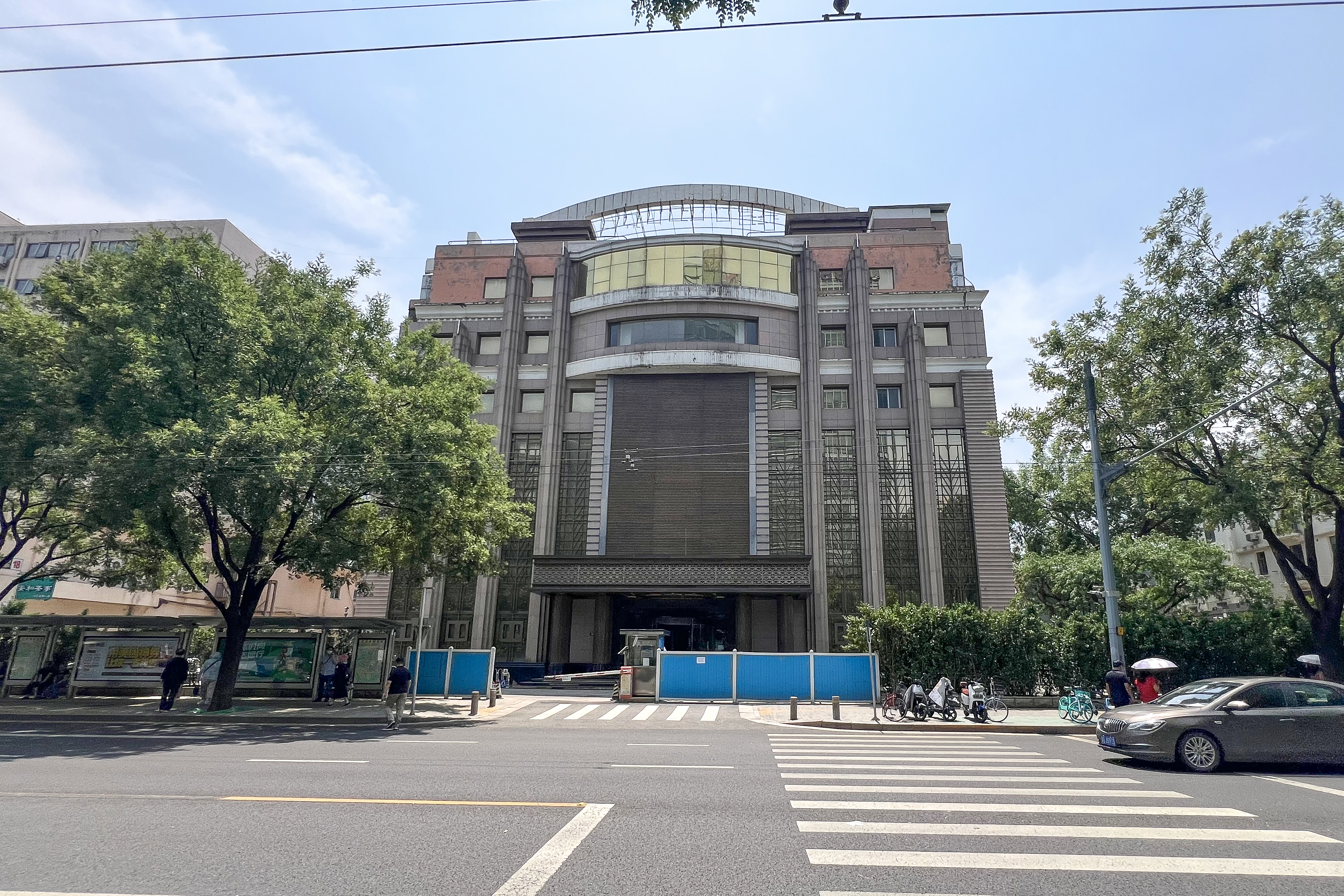
位于北京月坛南街24号的湘鄂情月坛店旧址，该店曾因临近多个国家部委而主打商务宴请，但在八项规定出台后多次转型失败而结业，改为西城区工人文化宫，后闲置

2012年12月，随着中央八项规定和军委十项规定的出台，高端餐饮、白酒等与三公消费相关的行业出现大幅萎缩，湘鄂情作为“高档场所”的代表首当其冲。
2014年5月26日下午，餐饮企业湘鄂情与中科院计算所共同成立的大数据与网络新媒体联合实验室揭牌，联合实验室将主要瞄准新一代视频搜索、云搜索平台以及新媒体社交等3个方向。这是继湘鄂情5月12日增发36亿元宣布进军互联网新媒体后的首个动作，增发募集的资金中，2亿元用于偿还银行贷款，4.8亿元备付公司债券回售，29.2亿元用于补充流动资金，拓展互联网业务。根据湘鄂情制订的募投方案，其具体的互联网投向有两个：一是分布式网络数据中心，二是网络视频搜索。
在5月26日的新闻发布会上，北京湘鄂情集团股份有限公司董事长孟凯表示，“今后湘鄂情将以合资公司形式陆续发布全系列产品。根据公司发展规划,现在已经开始逐步剥离餐饮业务，预计到2015年完成，公司未来主营业务将转变为新媒体、大数据、环保的主业结构。”
2014年7月2日，湘鄂情宣布公司将名称变更为中科云网科技集团股份有限公司。7月下旬，湘鄂情发布公告，安徽广电信息网络股份有限公司(下称安广网络)将安徽省内家庭智能有线电视云终端交由湘鄂情独家投资建设，双方共同运营管理。湘鄂情初步估算投资总额为15亿—25亿元人民币。上市餐饮企业湘鄂情转型动作终于明确。
2014年12月17日，湘鄂情被中央纪委电视片《作风建设永远在路上》第3集《狠抓节点》称为“八项规定落实情况的晴雨表”。